# Соколов, Михаил Евгеньевич
Михаил Евгеньевич Соколов (1860 — не ранее 1902) — русский фольклорист, автор пособий по философии.

## Биография
Михаил Соколов родился в 1860 году. Окончил Саратовскую духовную семинарию (1881).
В 1885 году Михаил Евгеньевич Соколов поступил в Казанскую духовную академию, которую успешно окончил со степенью кандидата богословия (курс XXVI).

## Труды
- «Старорусские солнечные боги и богини» (Симбирск, 1887),
- «Краткая история философии» (ib., 1889),
- «Введение в философию» (Петровск, 1894),
- «Былины, исторические, военные, разбойничьи и воровские песни, записанные в Саратовской губ.» (Петровск, 1896),
- «Великорусские свадебные песни и причитания, записанные в Саратовской губ.» (Саратов, 1898).
- Песни А. С. Пушкина и крестьян Саратовской губернии о Стеньке Разине. – Саратов: Б. и., 1902.